# ヤロスラヴリ公国

ヤロスラヴリ公国
Ярославское княжество

ヤロスラヴリ公国（ロシア語: Ярославское княжество）は、ヤロスラヴリを首都として成立したルーシの諸公国の一つである。公国は1218年から1471年にかけて（1463年までは実質的に、以降は名目上のみ）存続した。また、14世紀まではウラジーミル大公国の分領公国であったが、のちに大公国を称した。

## 歴史
1218年のウラジーミル大公コンスタンチンの死後、所領がその子たちに分割相続されたことで、ヤロスラヴリ公国が形成された。初代ヤロスラヴリ公はコンスタンチンの次男フセヴォロドであり、公国の領域は、ヤロスラヴリ周辺からヴォルガ川河岸まで、またモロガ川、ユホチ川、シチ川、ウフラ川、シェクスナ川（下流域）などのヴォルガ川の支流域に渡っていた。
1238年、モンゴルのルーシ侵攻の過程において首都ヤロスラヴリは襲撃に遭った。またヤロスラヴリ公フセヴォロドは同年のシチ川の戦いにおいて戦死した。その後、ヤロスラヴリ公国は他の北東ルーシの諸公国同様、モンゴル人勢力の支配（タタールのくびき）下におかれることとなった。フセヴォロド死後のヤロスラヴリ公国は、ヴァシリー(ru)、次いでコンスタンチン(ru)と、フセヴォロドの息子たちに受け継がれた。コンスタンチン率いるヤロスラヴリ公国軍は、1257年にモンゴル支配に対して合戦(ru)を挑んだが敗北に終わり、コンスタンチンは死亡したとする物語が残されている。ただしルーシのレートピシ（年代記）上ではこれを確認することはできない。
いずれにせよ、コンスタンチンは男子の相続人を残さず死亡したため、ヴァシリーの年少の娘・アナスタシヤに相続権が渡った。アナスタシヤは、1260年頃にスモレンスク・ロスチスラフ家(ru)出身のフョードル(ru)（スモレンスク公ロスチスラフの子）と結婚しており、1294年にアナスタシヤが死亡すると、ジョチ・ウルスのハンからのヤルルィク（勅令）により、公国は完全にフョードルが継承するものとなされた。フョードルはしばしばジョチ・ウルスに出向し、その遠征に従軍しており、また2人目の妻（聖名アンナ）はモンケ・テムルの娘であった。
このフョードルとアンナの子孫が、以降のヤロスラヴリ公位を継いでいった。すなわち、2人の間の子ダヴィド(ru)とコンスタンチン(ru)、ダヴィドの子ヴァシリー(ru)らである。ヴァシリーの妻はモスクワ大公イヴァン（イヴァン・カリター）の娘であった。また、イヴァンの死後、ヴァシリーは自国の独立性を強調するために、ヴェリーキー・クニャージ（大公）を称した。同時に、ヴァシリーの統治期より、ヤロスラヴリ公国は多数の小さな分領地へと分裂していったため、大公の称号は、これら小領主のクニャージ（公）たちの長という意味あいもあった。外交的には、ヴァシリーはモスクワ大公国への協調路線をとり、1380年のクリコヴォの戦いではモスクワ大公国陣営の左翼の一連隊を指揮した。ヴァシリーの死後は、その子のヴァシリー、孫のイヴァン(ru)、フョードルへと公位が継承された。
最後のヤロスラヴリ公となったのは、フョードルの子のアレクサンドル(ru)であった。フョードルやアレクサンドルは、15世紀前半のモスクワ大公国の内乱(ru)期にはヴァシリー（ヴァシリー・チョムヌィー / 盲目のヴァシリー。のちのモスクワ大公ヴァシリー2世）に助勢し、その敵対者たちと戦った。この過程において、1433年には首都ヤロスラヴリが襲撃を受けた。最終的には、アレクサンドルは、ヴァシーリーの子イヴァン（イヴァン・ヴェリーキー / 偉大なるイヴァン。モスクワ大公イヴァン3世）に、ヤロスラヴリ公国の譲渡を余儀なくされている。公国領はモスクワ大公国の派遣したナメストニクである、ボヤーレ（貴族層）のイヴァン・オボレンスキー(ru)に統治された。アレクサンドル自身は1471年に死亡するまでヤロスラヴリに住み、ヤロスラヴリ公の称号を有していた。